# Брессо
Брессо (італ. Bresso) — муніципалітет в Італії, у регіоні Ломбардія, метрополійне місто Мілан.
Брессо розташоване на відстані близько 490 км на північний захід від Рима, 8 км на північ від Мілана.
Населення — 25 753 особи (2012).

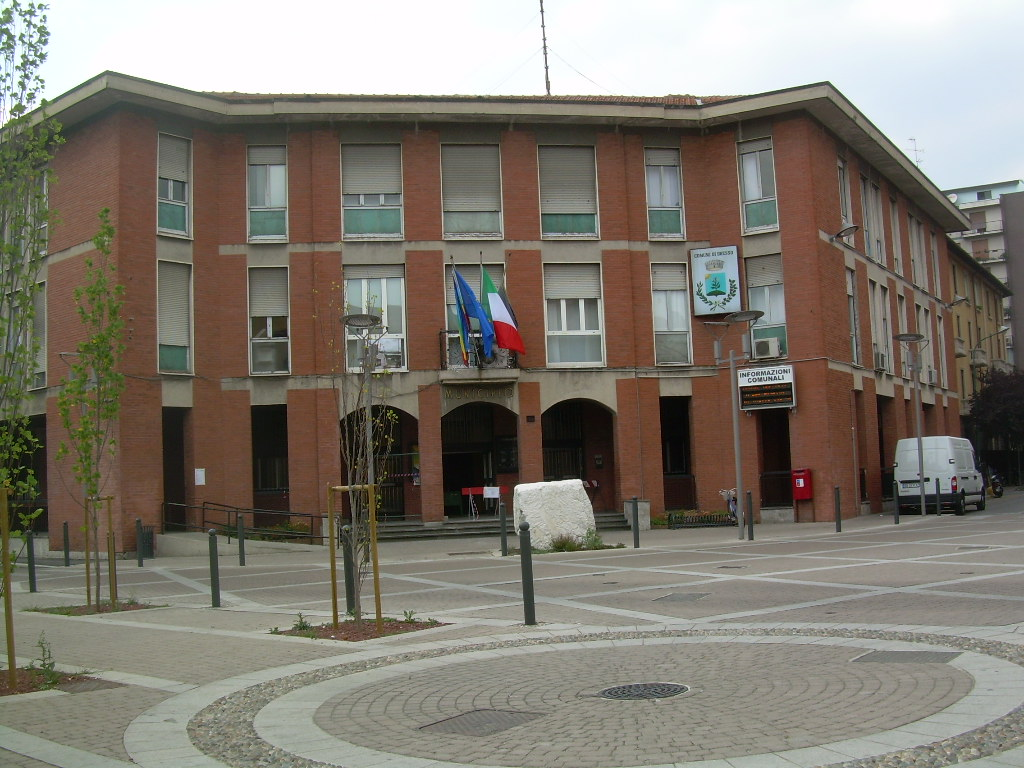

Щорічний фестиваль відбувається першої неділі жовтня. Покровитель — Madonna del Pilastrello.

## Демографія
Населення за роками:

Станом на 1 січня 2023 року в муніципалітеті офіційно проживав 3781 іноземець з 96 країн, серед них 717 громадян країн Євросоюзу та 234 громадяни України.

## Сусідні муніципалітети
- Чинізелло-Бальсамо
- Кормано
- Кузано-Міланіно
- Мілан
- Сесто-Сан-Джованні